# Paris-Dijon
Paris-Dijon est une ancienne course cycliste française, organisée de 1899 à 1944 entre la Capitale et Dijon dans le département de la Côte-d'Or.

## Palmarès
| Année | Vainqueur             | Deuxième          | Troisième        |
| ----- | --------------------- | ----------------- | ---------------- |
| 1899  | Albert Edward Walters |                   | Émile Bouhours   |
| 1909  | Georges Passerieu     | Alphonse Charpiot | Georges Paulmier |
| 1919  | Francis Pélissier     | Robert Gerbaud    | Félix Goethals   |
| 1921  | René Volland          | Jean Masseport    | E. Chaurin       |
| 1922  | Charles Crupelandt    | Henri Touzard     | Frédéric Gilman  |
| 1923  | Charles Crupelandt    | Robert Personnic  | Saint-Hilaire    |
| 1943  | Lucien Le Guével      | Roger Moreau      | René Vietto      |
| 1944  | Albertin Dissaux      | Raymond Louviot   | Urbain Caffi     |

## Liens interne et externe
- Liste des courses cyclistes disparues en France
- Paris-Dijon sur siteducyclisme.com